# Kellyit
Kellyit (IMA-Symbol Kly) ist ein selten vorkommendes Mineral aus der Mineralklasse der „Silikate und Germanate“ mit der chemischen Zusammensetzung (Mn,Al,Mg)6[(OH)8|(Si,Al)4O10] und damit chemisch gesehen Mangan-Aluminium-Magnesium-Silikat mit zusätzlichen Hydroxidionen. Die in den runden Klammern angegebenen Elemente Mangan, Aluminium und Magnesium beziehungsweise Silicium und Aluminium können sich in der Formel jeweils gegenseitig vertreten (Substitution, Diadochie), stehen jedoch immer im selben Mengenverhältnis zu den anderen Bestandteilen des Minerals. Strukturell gehört Kellyit zu den Schichtsilikaten (Phyllosilikaten).
Kellyit kristallisiert im hexagonalen Kristallsystem und entwickelt unregelmäßige, dünntafelige und leistenförmige Kristalle bis etwa drei Millimeter Größe mit einem harz- bis glasähnlichem Glanz auf den Oberflächen. Das im Allgemeinen durchsichtige Mineral ist von gelber, in dünnen Schichten auch blassgelber, Farbe und hat eine gelblichweiße Strichfarbe. Wie die meisten Schichtsilikate zeigt auch Kellyit eine vollkommene Spaltbarkeit, in diesem Fall senkrecht zur c-Achse.

## Etymologie und Geschichte

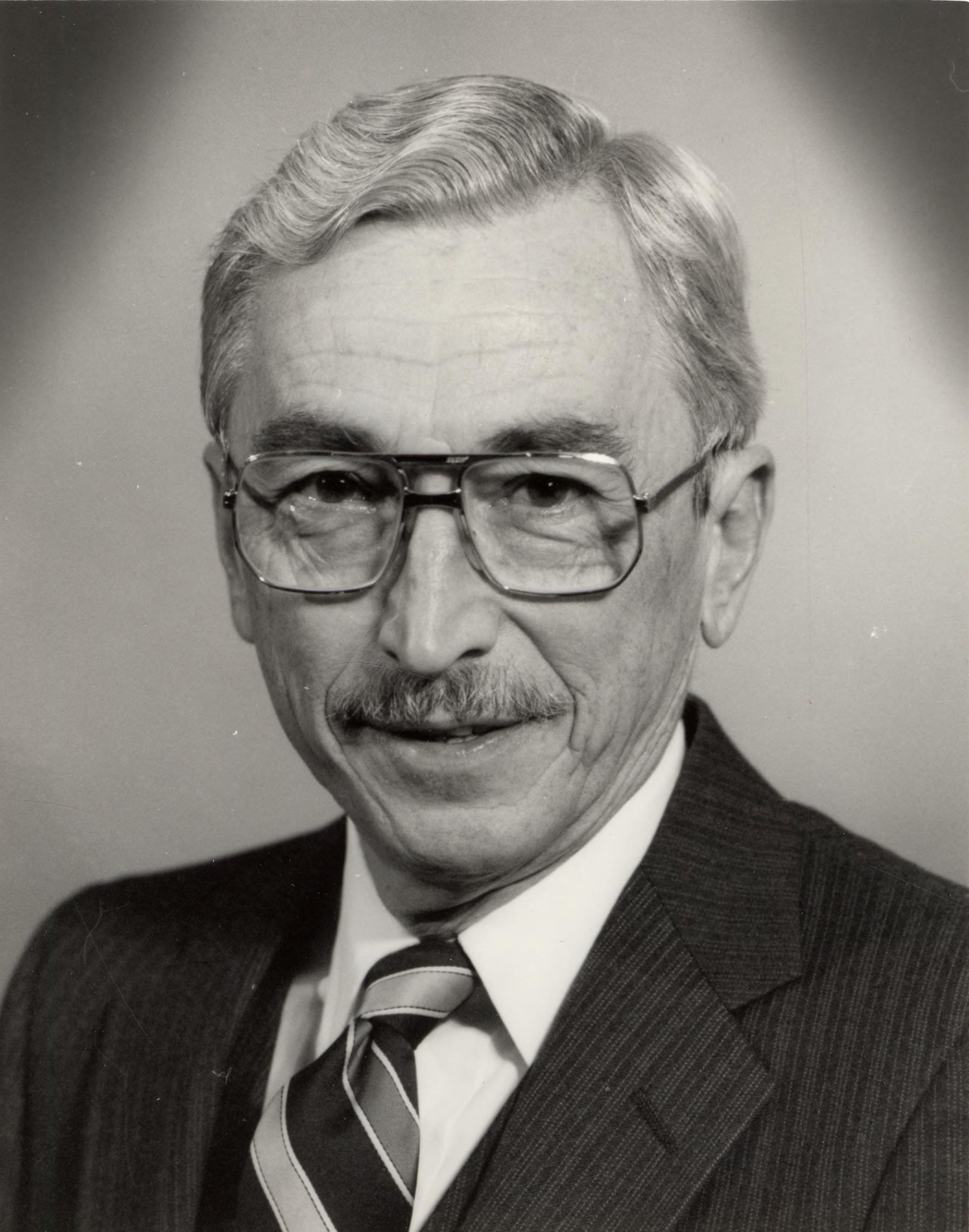
Namensgeber William Crowley Kelly

Entdeckt wurde Kellyit erstmals in Mineralproben aus der Mangan-Lagerstätte „Bald Knob“ etwa 2,5 Meilen östlich von Sparta im Alleghany County des US-Bundesstaates North Carolina. Die Analyse und Erstbeschreibung erfolgte durch Donald R. Peacor, Eric J. Essene, William B. Simmons jr. und Wilbur C. Bigelow, die das Mineral nach William Crowley Kelly (1929–2023), dem ehemaligen Professor der Abteilung Geologie und Mineralogie an der University of Michigan, benannten.
Das Mineralogenteam um Peacor sandte seine Untersuchungsergebnisse und den gewählten Namen 1974 zur Prüfung an die International Mineralogical Association/CNMNC (interne Eingangs-Nr. der IMA: 1974-002), die den Kellyit als eigenständige Mineralart anerkannte. Im gleichen Jahr erfolgte auch die Publikation der Erstbeschreibung im Fachmagazin American Mineralogist.
Typmaterial des Minerals wird im Institut für Geowissenschaften der University of Michigan in Ann Arbor (UM, Ann Arbor) in Michigan (Cotyp mit unbekannter Sammlungs-Nr.) und im National Museum of Natural History in Washington, D.C. unter den Sammlungs-Nr. 127101, 137140 und 137141 aufbewahrt.

## Klassifikation
In der letztmals 1977 überarbeiteten 8. Auflage der Mineralsystematik nach Strunz ist der Kellyit noch nicht verzeichnet.
Im Lapis-Mineralienverzeichnis nach Stefan Weiß, das sich aus Rücksicht auf private Sammler und institutionelle Sammlungen noch nach dieser alten Form der Systematik richtet, erhielt das Mineral die System- und Mineral-Nr. VIII/H.27-110. In der „Lapis-Systematik“ entspricht dies der Klasse der „Silikate und Germanate“ und dort der Abteilung „Schichtsilikate“, wo Kellyit zusammen mit Amesit, Antigorit, Berthierin, Brindleyit, Carlosturanit, Chrysotil, Cronstedtit, Dozyit, Fraipontit, Greenalith, Guidottiit, Karpinskit, Karyopilit, Lizardit, Népouit und Pecorait die „Serpentingruppe“ bildet (Stand 2018).
Die von der IMA zuletzt 2009 aktualisierte 9. Auflage der Strunz’schen Mineralsystematik ordnet den Kellyit ebenfalls in die Abteilung der „Schichtsilikate“ ein. Diese ist allerdings weiter unterteilt nach der Struktur der Schichten, so dass das Mineral entsprechend seinem Aufbau in der Unterabteilung „Schichtsilikate (Phyllosilikate) mit Kaolinitschichten, zusammengesetzt aus tetraedrischen und oktaedrischen Netzen“ zu finden ist, wo es zusammen mit Amesit, Antigorit, Berthierin, Brindleyit, Chrysotil, Cronstedtit, Fraipontit, Greenalith, Karyopilit, Lizardit, Manandonit, Népouit und Pecorait die „Serpentingruppe“ mit der System-Nr. 9.ED.15 bildet.
Auch die vorwiegend im englischen Sprachraum gebräuchliche Systematik der Minerale nach Dana ordnet den Kellyit in die Klasse der „Silikate und Germanate“ und dort in die Abteilung der „Schichtsilikatminerale“ ein. Hier ist er zusammen mit Amesit, Berthierin, Brindleyit, Cronstedtit, Fraipontit und Manandonit in der „Serpentingruppe (Amesit-Untergruppe)“ mit der System-Nr. 71.01.02c innerhalb der Unterabteilung „Schichtsilikate: Schichten von sechsgliedrigen Ringen mit 1:1-Lagen“ zu finden.

## Kristallstruktur
Kellyit kristallisiert in der hexagonalen Raumgruppe P63 (Raumgruppen-Nr. 173) mit den Gitterparametern a = 5,44 Å und c = 14,04 Å sowie einer Formeleinheit pro Elementarzelle.

## Bildung und Fundorte
Kellyit bildet sich in gebänderten, calcium-, mangan- und karbonatreichen Gesteinen sowie in intrudierten, alkalischen Gabbro-Syenit-Komplexen. Als Begleitminerale können je nach Bildungsbedingung manganhaltige Alleghanyit, Chlorite, Galaxit, Jakobsit, Kutnohorit und Sonolith oder Aegirin, Analcim, Calcit, Katapleiit, Mikroklin und Natrolith auftreten.
Als seltene Mineralbildung konnte Kellyit nur an wenigen Orten nachgewiesen werden, wobei weltweit bisher knapp 20 Vorkommen dokumentiert sind (Stand 2022). Seine Typlokalität, die Mangan-Lagerstätte „Bald Knob“ bei Sparta in North Carolina ist dabei der bisher einzige bekannte Fundort in den Vereinigten Staaten.
In Österreich fand sich das Mineral auf der Kirchdachspitze in den Stubaier Alpen nahe Trins im Bezirk Innsbruck-Land und auf der Wunwand nahe der Gemeinde Prägraten am Großvenediger im Bezirk Lienz in Tirol. Fundorte in Deutschland oder der Schweiz sind bisher nicht dokumentiert.
Weitere bekannte Fundorte sind East Kemptville in Nova Scotia und der Steinbruch „Poudrette“ am Mont Saint-Hilaire in Québec in Kanada, die Mangan-Lagerstätte Heqing im Autonomen Bezirk Dali der Bai in der chinesischen Provinz Yunnan, Manganerzgruben bei Wakasa (Fukui), Miyama (Kyōto) und Urayama (Chichibu) in Japan, der aufgelassene Tagebau Razoare (auch Macskamezo) bei Târgu Lăpuș (Kreis Maramureș) und die Mangan-Lagerstätte Tolovanu (Tolovan) nahe Iacobeni (Suceava) in Rumänien, die Eisen-Mangan-Lagerstätte Parnok in der Republik Komi sowie die Rhodonit-Lagerstätten Malosedel'nikovskoe bei Sedel'nikovo und Borodulinskoe im Bezirk Sysertsky in der Oblast Swerdlowsk in Russland und die ehemalige Mangangrube Llyn du Bach bei Llanfair (Gwynedd) in Wales im Vereinigten Königreich.